# Atentado de Kabul de febrero de 2016
El 1 de febrero de 2016 se produjo un atentado suicida con bomba en una cola en la entrada del cuartel del Afghan National Civil Order Police en Kabul. Hubo al menos 20 personas asesinadas y 29 heridas. Los responsables de los hechos fueron los talibanes.